# بلدة ويست بيند (ويسكونسن)
ويست بيند (بالإنجليزية: West Bend (town), Wisconsin)‏ هي بلدة تقع بولاية ويسكونسن في الولايات المتحدة. تبلغ مساحتها 47 (كم²)، وترتفع عن سطح البحر 333 م، بلغ عدد سكانها 4834 نسمة في عام 2000 حسب إحصاء مكتب تعداد الولايات المتحدة وتصل الكثافة السكانية فيها 115.6 نسمة/كم2.

## وصلات خارجية
- The US50 - Cities and Towns in Wisconsin State
- Wisconsin Cities and Towns, Facts, Map, Flag, Colleges, Government, and More